# 馬島鼠屬
馬島鼠屬（学名：Nesomys），哺乳綱、囓齒目、馬島鼠科的一屬，而與馬島鼠屬（馬島鼠）同科的動物尚有非洲沼鼠屬（葉沼鼠）、大足鼠屬（碩大足鼠）、馬島倉鼠屬（馬島倉鼠）等之數種哺乳動物。

## 下属物种
本属包括以下物种：
- Nesomys audeberti (Jentink, 1879)
- Nesomys lambertoni G.Grandidier, 1928
- Nesomys rufus Peters, 1870